# Ricengo
Ricengo (Risénch in Cremasco) ist ein Ort mit 1733 Einwohnern (Stand 31. Dezember 2023) in der italienischen Provinz Cremona und der Region Lombardei.
Berühmt im Gebiet Cremasco ist die Ricenghese Theatergruppe La Bottega delle Donne.
Auf dem Gebiet wurde eine alte Römersiedlung gefunden, die heute unbewohnt ist und sich Obizzi nannte.

## Geographie
Ricengo befindet sich in der Poebene.

## Sehenswürdigkeiten

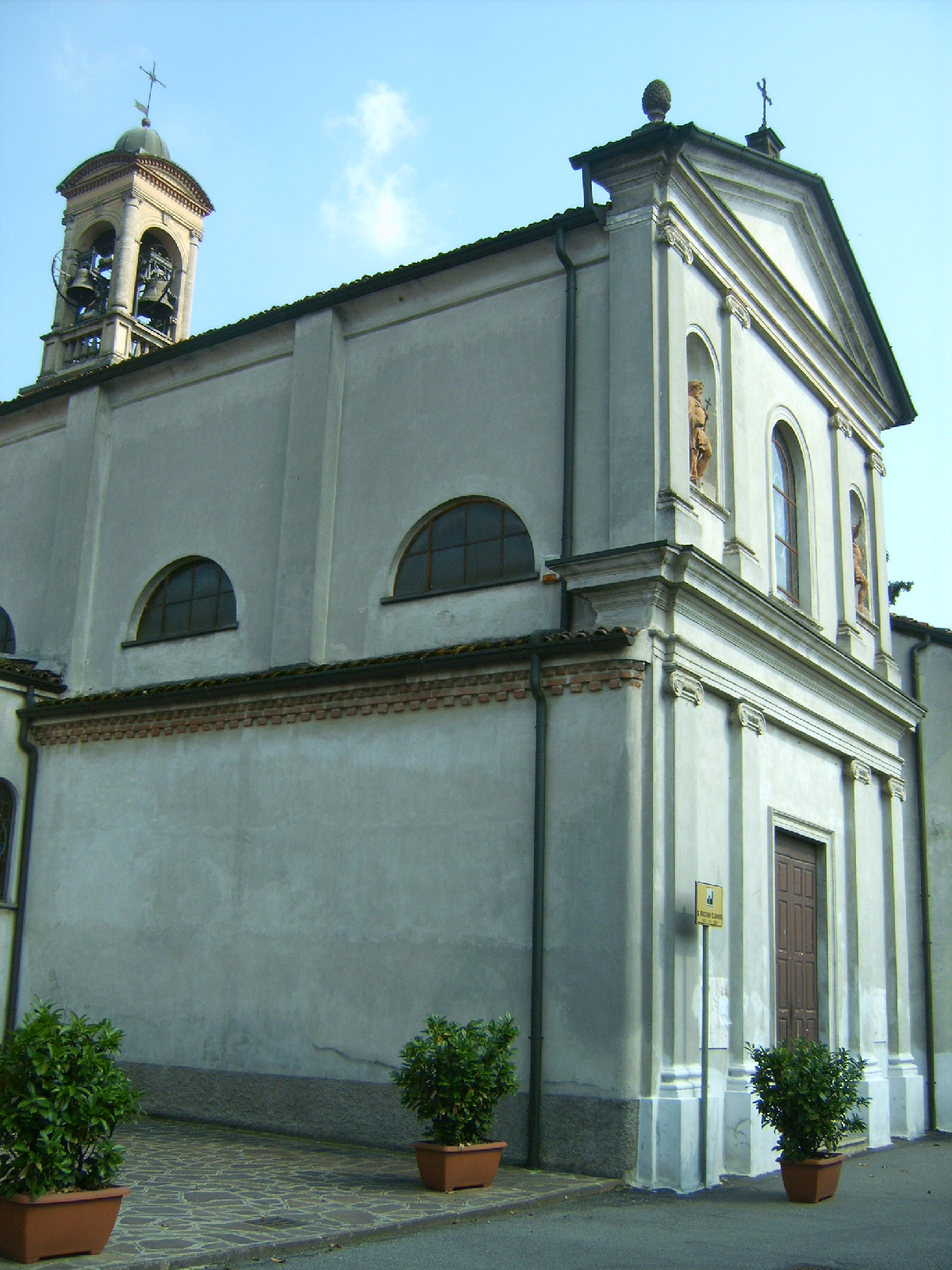
Kirche in Bottaiano

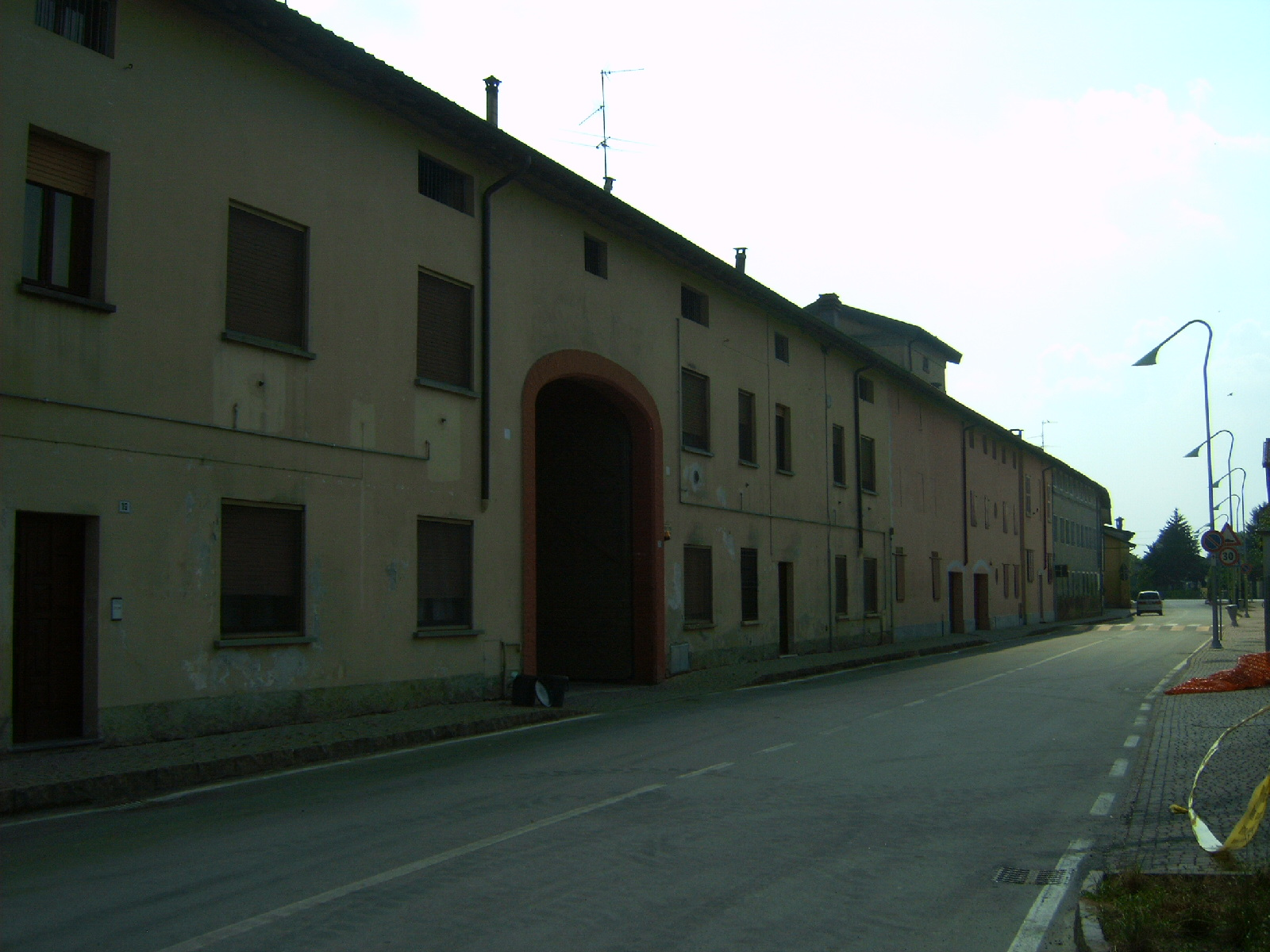
Straße Via Maggiore in Bottaiano

Im Ortsteil Bottaiano befindet sich die Kirche San Faustino – San Giovita aus dem Jahre 1583.

## Wirtschaft und Infrastruktur
Im Ortsteil Bottaiano befindet sich eine Schule, eine Kirche, ein Tabakladen, ein Restaurant, eine Firma für Verpackung und Beladung von Hochseecontainern und eine Bushaltestelle für die Linie 24 und den Schulbus.

## Ortsteile
Im Gemeindegebiet liegen neben dem Hauptort die Fraktion Bottaiano, sowie die Wohnplätze Castello und Portico.

## Berühmte Personen
- Wlady Sacchi (* 1940), Maler